# Postweiher
Der Postweiher (auch Freilinger Weiher) ist ein 13 ha großer Teich auf der Westerwälder Seenplatte. Er  ist mit dem Brinkenweiher und Hausweiher über verschließbare Kanäle verbunden und liegt zwischen Freilingen und Steinen. Im Herbst wird das Wasser aus dem Weiher abgelassen.

## Geschichte
Der Postweiher entstand um 1655 durch den Anstau des Holzbaches auf Wunsch von Friedrich III. von Wied und wurde zur Fischzucht genutzt. 1912 wurde ein Badesteg genehmigt, aus dem 1929 das Strandbad Freilingen entstand. 1950 wurde südlich des Strandbades auch ein Campingplatz angelegt. Seit 2019 ist der Postweiher zusammen mit den anderen Weihern der Westerwälder Seenplatte im Besitz der NABU-Stiftung Nationales Naturerbe.